# Ezequiel Zamora (Monagas)
Ezequiel Zamora é um município da Venezuela localizado no estado de Monagas.
A capital do município é a cidade de Punta de Mata.